# MediaTory
MediaTory – studenckie nagrody dziennikarskie przyznawane polskim dziennikarzom. Nagrodzonych wybierają w plebiscycie studenci dziennikarstwa z 13 uczelni państwowych z całej Polski. MediaTory organizuje Stowarzyszenie MediaTory oraz studenci Uniwersytetu Jagiellońskiego z Koła Naukowego Studentów Dziennikarstwa Uniwersytetu Jagiellońskiego. Nagrody są przyznawane corocznie od 2007 r.

## Kategorie

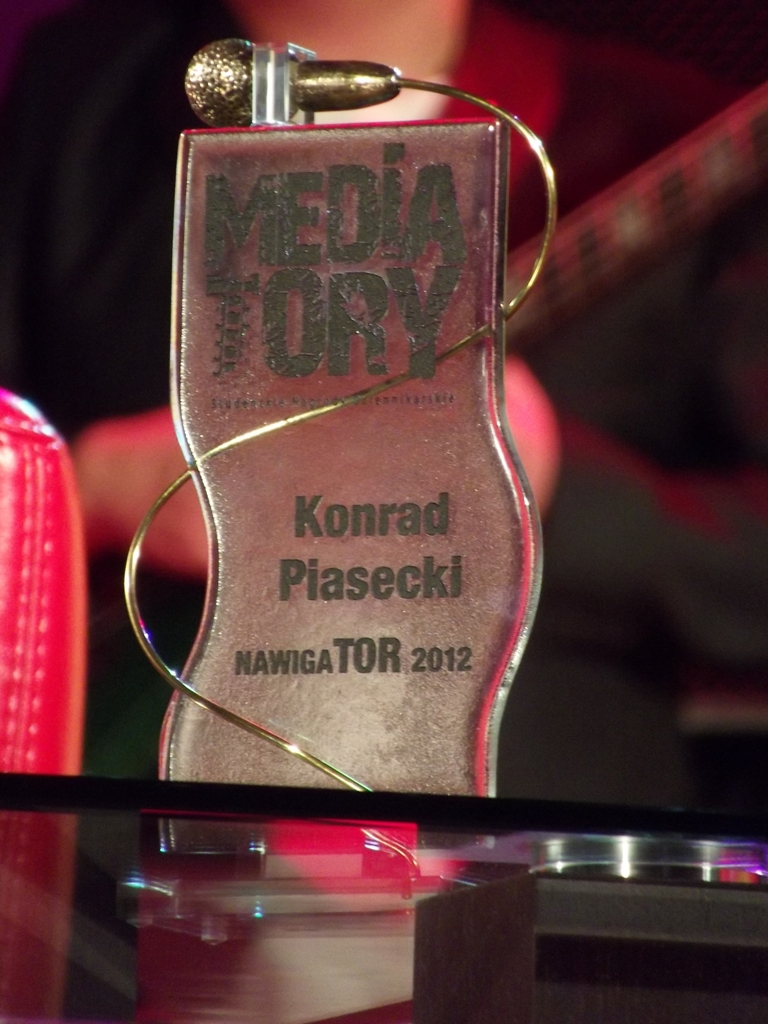
Statuetka

Nagrody są przyznawane w następujących kategoriach:
- AuTORytet – za możliwość uczenia się od laureatów rzetelności, profesjonalizmu i najwyższych standardów
- NawigaTOR – dla publicystów, dzięki którym nasze poglądy zaczynają iść własną drogą
- TORpeda – za udowadnianie, że szybkość i rzetelność nie muszą się wykluczać
- AkumulaTOR – za ładowanie pozytywną energią
- DetonaTOR – za publikacje, które wybuchły najgłośniej i najbardziej spektakularnie, nie tylko w świecie mediów
- PromoTOR – za pokazywanie nowej, internetowej twarzy dziennikarstwa (wręczana do 2011 r.)
- ProwokaTOR – dla ludzi mediów za decyzje, które dają nam do myślenia
- InicjaTOR – za pokazywanie, że można inaczej
- ReformaTOR – za materiały, które zmieniają rzeczywistość z dobrym skutkiem
- ObserwaTOR (wręczana od 2012 r.) – za prawdziwe opowieści z innego, choć często bliskiego nam, świata

## Mediatory 2007

### Laureaci
- AuTORytet – Kamil Durczok
- NawigaTOR – Tomasz Sekielski, Andrzej Morozowski
- TORpeda – Katarzyna Kolenda-Zaleska
- AkumulaTOR – Szymon Majewski
- DetonaTOR – Marcin Kącki
- PromoTOR – TVN24.pl
- ProwokaTOR – „Wprost”
- InicjaTOR – redakcja Faktów RMF FM
- ReformaTOR – Brygida Frosztęga-Kmiecik

### Nominowani

#### MediaTory główne
| AuTORytet  | Jacek Żakowski  | Kamil Durczok             | Roman Młodkowski                   | Justyna Pochanke                             | Tomasz Lis                           |
| NawigaTOR  | Jacek Żakowski  | Monika Olejnik            | Tomasz Olbratowski                 | Janina Paradowska                            | Tomasz Sekielski, Andrzej Morozowski |
| TORpeda    | Jacek Czarnecki | Katarzyna Kolenda-Zaleska | Tomasz Machała                     | Tomasz Skory                                 | Tomasz Sianecki                      |
| AkumulaTOR | Szymon Majewski | Kuba Wojewódzki           | Tomasz Sianecki, Grzegorz Miecugow | Karolina Korwin Piotrowska, Tomasz Kin       | Wojciech Mann                        |
| DetonaTOR  | Adam Wajrak     | Marcin Kącki              | Tomasz Sakiewicz                   | Michał Majewski, Paweł Reszka, Donat Szyller | Leszek Kraskowski                    |

#### MediaTory specjalne
PromoTOR
- Jakub Janiszewski, Maciej Jarząb, Piotr Zorć (Blog FM, Tok FM)
- Adam Czerwiński (MiastoMuzyki.pl, RMF FM)
- Andrzej Mielimonka (RMF Maxxx TV)
- Jakub Sufin (TVN24.pl)
- Stanisław Janecki (Wprost.pl)

ProwokaTOR
- Stanisław Tyczyński, sprzedaż RMF FM
- Marek Niedźwiecki, odejście z Programu III Polskiego Radia
- Stanisław Janecki, „Wprost”, okładka z Angelą Merkel karmiącą piersią braci Kaczyńskich
- Michał Kobosko, „Newsweek Polska”, tekst i okładka „Prawie jak Putin”
- TVP2, wycięcie sceny z duchownym homoseksualistą z serialu Mała Brytania

InicjaTOR
- Piotr Metz, audycja Rock’n’Roll – Historia powszechna, Polskie Radio Program III
- Redakcja Faktów RMF FM, za niebanalne podejście do problemów polityków (hulajnoga dla wojewody mazowieckiego, kanapki dla Dorna, sfinansowanie testu DNA Leppera)
- Marek Osada, Roxy FM, cykl imprez: Najmniejszy koncert świata
- Wojciech Mann, Polskie Radio Program III, piątkowe audycje poranne
- Robert Kozyra, Radio Zet, program Zet Dance

ReformaTOR
- Monika Bartkowicz, Superwizjer, cykl reportaży „Boże, pomóż mi w umieraniu” doprowadził do kontroli w krakowskim zakładzie opiekuńczo-leczniczym
- Brygida Frosztęga-Kmiecik, TVP2, Magazyn Ekspresu Reporterów, bohater materiału „Uporczywa terapia”, sparaliżowany i proszący o eutanazję Janusz Świtaj po nagłośnieniu sprawy dostał pracę
- Marek Kęskrawiec, „Newsweek Polska” „Sześć tygodni w piekle” – tekst doprowadził do śledztwa w sprawie skandalicznych warunków w szpitalu psychiatrycznym w Świeciu oraz wzmożenie kontroli w tej i podobnych placówkach
- Jakub Stachowiak, Daniel Walczak, „Dziennik”, „Polskie piekło Janet z Nigerii” – tekst doprowadził do zablokowania deportacji Janet Johnson i sprowokowania apelu o wpisanie przestępstwa handlu ludźmi do kodeksu karnego
- Adam Wajrak, „Gazeta Wyborcza”, „Rospuda” – cykl publikacji powstrzymał budowę obwodnicy Augustowa

## MediaTory 2008

### Laureaci
- AuTORytet – Bogdan Rymanowski
- NawigaTOR – Szymon Hołownia
- TORpeda – Wojciech Jagielski
- AkumulaTOR – Wojciech Cejrowski
- DetonaTOR – Anna Ferens, Ewa Stankiewicz
- PromoTOR – TVN24
- ProwokaTOR – Michał Majewski, Paweł Reszka
- InicjaTOR – TVP, TVN
- ReformaTOR – „Gazeta Wyborcza”

### Nominowani

#### MediaTory główne
| AuTORytet  | redakcja „Dużego Formatu” („Gazeta Wyborcza”)       | Piotr Kaczkowski (Polskie Radio Program III)             | Wojciech Mann (Polskie Radio Program III)                        | Bogdan Rymanowski (TVN),         | Jacek Żakowski („Polityka”)                                               |
| NawigaTOR  | Szymon Hołownia („Newsweek Polska”)                 | Igor Janke („Rzeczpospolita”, salon24.pl)                | Robert Krasowski („Dziennik”)                                    | Tomasz Lis (TVP)                 | Rafał A. Ziemkiewicz („Rzeczpospolita”)                                   |
| TORpeda    | Wojciech Jagielski („Gazeta Wyborcza”)              | Piotr Kraśko (Wiadomości, TVP1)                          | Maciej Mazur (Fakty, TVN)                                        | Jan Mikruta (Wydarzenia, Polsat) | Konrad Piasecki (Kontrwywiad RMF FM – RMF FM, Piaskiem po oczach – TVN24) |
| AkumulaTOR | Wojciech Cejrowski                                  | Michał Figurski, Kuba Wojewódzki (Poranny WF, Eska Rock) | Cezary Łasiczka, Wojciech Olszak (Woobie doobie, Tok FM)         | Marek Raczkowski („Przekrój”)    | Dorota Wellman, Marcin Prokop (Dzień dobry TVN, TVN)                      |
| DetonaTOR  | Roman Daszczyński, Paweł Wiejas („Gazeta Wyborcza”) | Anna Ferens, Ewa Stankiewicz (TVN)                       | Izabela Kacprzak, Piotr Kubiak, Piotr Nisztor („Rzeczpospolita”) | Marcin Kącki („Gazeta Wyborcza”) | Mariusz Kowalewski („Rzeczpospolita”)                                     |

#### MediaTory specjalne
| PromoTOR   | Agora SA                               | iTVP                                                          | Polsat                                           | TVN24                                             | TVN24.pl                                                       |
| ProwokaTOR | Szymon Krawczyk, Filip Rdesiński (TVP) | Hanna Lis (Wiadomości, TVP)                                   | Tomasz Lis (Tomasz Lis na żywo, TVP2)            | Michał Majewski, Paweł Reszka („Dziennik”)        | Agnieszka Pochrzęst, Małgorzata Szlachetka („Gazeta Wyborcza”) |
| InicjaTOR  | Jacek Hugo Bader („Gazeta Wyborcza”)   | Marcin Górka, Marcin Kącki, Adam Zadworny („Gazeta Wyborcza”) | Krzysztof Skowroński (Polskie Radio Program III) | Maria Wiernikowska Telewizja objazdowa (TVP Info) | TVP, TVN                                                       |
| ReformaTOR | kanał Biełsat TV (TVP)                 | Anita Dmitruczuk, Dorota Wodecka („Gazeta Wyborcza”)          | Krzysztof Kowalczyk („Polska The Times”)         | ksiądz Maciej Makuła                              | „Umierać po ludzku” – akcja „Gazety Wyborczej”                 |

## MediaTory 2009

### Laureaci
- AuTORytet – Hanna Krall
- NawigaTOR – Piotr Najsztub
- TORpeda – Anita Werner
- DetonaTOR – Katarzyna Świerczyńska
- AkumulaTOR – Rafał Bryndal
- PromoTOR – Gazeta Wyborcza
- ProwokaTOR – Jacek Żakowski
- InicjaTOR – Jarosław Kuźniar
- ReformaTOR – Wprost[z]

### Nominowani
| AuTORytet  | ksiądz Adam Boniecki („Tygodnik Powszechny”) | Hanna Krall                                                                  | Krzysztof Skowroński                 | Wojciech Tochman                                       | Teresa Torańska                              |
| NawigaTOR  | Michał Karnowski („Polska The Times”)        | Robert Mazurek                                                               | Piotr Najsztub („Przekrój”, „Viva”)  | Wawrzyniec Smoczyński („Polityka”)                     | Tadeusz Sobolewski („Gazeta Wyborcza”)       |
| TORpeda    | Piotr Górecki (Wiadomości, TVP)              | Cezary Olbrycht (Canal+ Sport)                                               | Anita Werner (Fakty, TVN, TVN24)     | Marcin Wrona (Fakty, TVN)                              | Małgorzata Ziętkiewicz (Wydarzenia, Polsat)  |
| DetonaTOR  | Mikołaj Chrzan („Gazeta Wyborcza”)           | Katarzyna Świerczyńska („Dziennik”)                                          | Cezary Łazarewicz („Polityka”)       | Michał Majewski, Paweł Reszka („Dziennik”)             | Dawid Tokarz („Puls Biznesu”)                |
| AkumulaTOR | Rafał Bryndal (Radio Zet)                    | Przemysław Skowron, Witold Lazar, Tomasz Olbratowski, Marcin Ziobro (RMF FM) | Dariusz Szpakowski (TVP)             | Bartosz Węglarczyk, Kinga Rusin (TVN)                  | Vienio, Tomasz Lipiński (Roxy FM)            |
| PromoTOR   | Edwin Bendyk („Polityka”)                    | Juliusz Ćwieluch („Polityka”)                                                | Agora                                | Kataryna (niezależna blogerka)                         | „Gazeta Wyborcza”                            |
| ProwokaTOR | Polskie Radio Program II                     | Grzegorz Chlasta (Tok FM)                                                    | Hanna Lis                            | Agencja Wydawniczo-Reklamowa „Wprost” – „Wprost Light” | Jacek Żakowski („Polityka”)                  |
| InicjaTOR  | Jarosław Kuźniar (TVN24)                     | Mikołaj Lizut (Roxy FM)                                                      | TVN Warszawa                         | „Krytyka Polityczna”                                   | N/A                                          |
| ReformaTOR | Grzegorz Kuczek (Uwaga!, TVN)                | kampania społeczna „My Narkopolacy” („Gazeta Wyborcza”)                      | Violetta Szostak („Gazeta Wyborcza”) | Piotr Głuchowski, Marcin Kowalski („Gazeta Wyborcza”)  | kampania społeczna „Przeżyć raka” („Wprost”) |

## MediaTory 2010
W kategorii AuTORytet nastąpiła zmiana formuły przyznawania nagrody. Po raz pierwszy przyznano statuetkę nie za osiągnięcia w ostatnim roku akademickim, ale za całokształt pracy dziennikarskiej. Zrezygnowano także z nominacji w tej kategorii.

### Laureaci
źródło dla sekcji (lista laureatów):
- AuTORytet – Wojciech Mann
- NawigaTOR – Piotr Zaremba
- TORpeda – Krzysztof Skórzyński
- DetonaTOR – Tomasz Patora
- AkumulaTOR – Martyna Wojciechowska
- PromoTOR – redakcje TVN24.pl, Onet.pl
- ProwokaTOR – Tomasz Sekielski
- InicjaTOR – Paweł Siennicki, Anita Werner
- ReformaTOR – Janusz Weiss

### Nominowani
| NawigaTOR  | Witold Gadomski („Gazeta Wyborcza”)               | Cezary Michalski („Krytyka Polityczna”)         | Jakub Strzyczkowski (Polskie Radio Program III)               | Adam Szostkiewicz („Polityka”)                  | Piotr Zaremba („Polska The Times”)                      |
| TORpeda    | Krzysztof Skórzyński (Fakty, TVN)                 | Brygida Grysiak (TVN24)                         | Paweł Smoleński („Gazeta Wyborcza”)                           | Piotr Michalak (Wydarzenia, Polsat)             | Marek Wałkuski (Polskie Radio Program III)              |
| DetonaTOR  | Tomasz Patora (Uwaga!, TVN)                       | Cezary Gmyz, Grażyna Zawadka („Rzeczpospolita”) | Bertold Kittel, Jarosław Jabrzyk (Superwizjer, TVN)           | Piotr Nisztor („Rzeczpospolita”)                | Roman Daszczyński, Marek Sterlingow („Gazeta Wyborcza”) |
| AkumulaTOR | Marcin Meller (Roxy FM)                           | Tomasz Zimoch (Polskie Radio)                   | Piotr Baron (Polskie Radio Program III)                       | Martyna Wojciechowska (TVN)                     | rubryka „W tym tygodniu nie piszemy…” („Przekrój”)      |
| PromoTOR   | Tomasz Machała (Wydarzenia, Polsat / Polsat News) | Michał Karnowski (wPolityce.pl)                 | TVN24.pl, Onet.pl                                             | redakcja „z czuba.pl” (Agora)                   | Piotr Pacewicz („Gazeta Wyborcza”)                      |
| ProwokaTOR | Artur Domosławski                                 | Paweł Lisicki („Rzeczpospolita”)                | Tomasz Sekielski                                              | Jerzy Sosnowski (Polskie Radio Program III)     | „Tygodnik Powszechny”                                   |
| InicjaTOR  | Rafał Stec                                        | dział „Lektura” („Przekrój”)                    | Wojciech Tochman, Mariusz Szczygieł, Paweł Goźliński (Tok FM) | Cezary Łasiczka (Tok FM)                        | Anita Werner, Paweł Siennicki („Polska The Times”)      |
| ReformaTOR | polskanarowery.sport.pl (Agora)                   | Janusz Weiss (Radio Zet)                        | Krzysztof Dowgird (Antyradio)                                 | akcja „Lekcje czytania” („Tygodnik Powszechny”) | akcja „Leczyć po ludzku” („Gazeta Wyborcza”)            |

## MediaTory 2011

### Laureaci
źródło dla sekcji (lista laureatów):
- AuTORytet – Monika Olejnik
- NawigaTOR – Andrzej Stankiewicz
- TORpeda – Maciej Woroch
- DetonaTOR – Irena i Jerzy Morawscy
- AkumulaTOR – Maciej Orłoś
- PromoTOR – FilmWeb24 Magazyn
- ProwokaTOR – Andrzej Poczobut
- InicjaTOR – Tomasz Sianecki
- ReformaTOR – Uwaga! (TVN)

### Nominowani
| NawigaTOR  | Wiktor Legowicz (Polskie Radio Program III)                    | Michał Majewski, Paweł Reszka                          | Robert Mazurek („Rzeczpospolita”, „Przekrój”)        | Roman Pawłowski („Gazeta Wyborcza”)               | Andrzej Stankiewicz („Newsweek Polska”)                       |
| TORpeda    | Tomasz Bielecki („Gazeta Wyborcza”)                            | Agnieszka Burzyńska (RMF FM)                           | Andrzej Meller („Tygodnik Powszechny”)               | Marcin Szewczak (Wiadomości, TVP)                 | Maciej Woroch (Fakty, TVN)                                    |
| DetonaTOR  | Wojciech Czuchnowski („Gazeta Wyborcza”)                       | Cezary Gmyz, Piotr Zaremba („Uważam Rze”)              | Ewa Ewart (TVN)                                      | Irena i Jerzy Morawscy (HBO)                      | Wojciech Tochman                                              |
| AkumulaTOR | Artur Andrus (Polskie Radio Program III)                       | Maria Czubaszek                                        | Maciej Orłoś (TVP1)                                  | Tomasz Smokowski, Andrzej Twarowski (Canal+)      | Marek Starybrat, Marzena Chełminiak, Marcin Sońta (Radio Zet) |
| PromoTOR   | „Dwutygodnik.com”                                              | Filmweb24 Magazyn                                      | Miłada Jędrysik („Gazeta Wyborcza”)                  | Misja21 („Gazeta Wyborcza”)                       | Radia Wolności (Polskie Radio)                                |
| ProwokaTOR | Roman Graczyk                                                  | Grzegorz Hajdarowicz (właściciel, wydawca „Przekroju”) | Roman Kurkiewicz                                     | Andrzej Poczobut („Gazeta Wyborcza”)              | Sławomir Sierakowski („Krytyka Polityczna”)                   |
| InicjaTOR  | Tomasz Gudzowaty                                               | Książki. Magazyn do czytania (Agora)                   | Tomasz Sianecki (TVN24)                              | Studio Reportażu i Dokumentu Polskiego Radia      | Mariusz Szczygieł                                             |
| ReformaTOR | Adopcja po polsku (Polskie Radio Program III, Newsweek Polska) | E-wykluczeni („Gazeta Wyborcza”)                       | Magdalena Niewęgłowska (Minęła dwudziesta, TVP Info) | Wybory dla wszystkich (Polskie Radio Program III) | Uwaga! (TVN)                                                  |

## MediaTory 2012
W 2012 roku nagrody przyznano w dziewięciu kategoriach. Studenci zdecydowali nie przyznawać nominacji w kategorii PromoTOR, w której nagradzali za pokazywanie nowej, internetowej twarzy dziennikarstwa. Uznali, że Internet stał się naturalnym miejscem pracy dziennikarzy i rozwoju mediów, dlatego projekty internetowe mogą z powodzeniem konkurować w pozostałych kategoriach.

### Laureaci
źródło dla sekcji (lista laureatów):
- AuTORytet: Marek Niedźwiecki
- NawigaTOR: Konrad Piasecki
- TORpeda: Krzysztof Berenda
- AkumulaTOR: Tomasz Zimoch
- DetonaTOR: Tomasz Patora
- ObserwaTOR: Wojciech Jagielski
- ProwokaTOR: Szymon Hołownia
- InicjaTOR: Wojciech Bojanowski
- ReformaTOR: Energia Kobiet („Gazeta Wyborcza”)

### Nominowani
źródła dla sekcji (lista nominowanych):
| NawigaTOR  | Jędrzej Bielecki („Dziennik Gazeta Prawna”)    | Bartek Chaciński („Polityka”)                   | Marek Magierowski („Uważam Rze”)                   | Konrad Piasecki (RMF FM)                    | Michał Szułdrzyński („Rzeczpospolita”)   |
| TORpeda    | Krzysztof Berenda (RMF FM)                     | Kamila Biedrzycka-Osica (TVP Info)              | Jerzy Haszczyński („Rzeczpospolita”)               | Beata Płomecka (Polskie Radio)              | Wacław Radziwinowicz („Gazeta Wyborcza”) |
| DetonaTOR  | Maciej Duda (TVN24.pl)                         | Tomasz Grynkiewicz („Gazeta Wyborcza”)          | Robert Mazurek („Uważam Rze”)                      | redakcja „Pulsu Biznesu”                    | Tomasz Patora (Uwaga!, TVN)              |
| AkumulaTOR | Arkadiusz Bartosiak, Łukasz Klinke („Playboy”) | Adam Feder (Wiadomości, TVP)                    | Krzysztof Materna, Grzegorz Markowski („Newsweek”) | Michał Owczarek (Polskie Radio Program III) | Tomasz Zimoch (Polskie Radio)            |
| ObserwaTOR | Hanna Bogoryja-Zakrzewska (Polskie Radio)      | Wojciech Jagielski                              | Lidia Ostałowska                                   | Filip Springer                              | Barbara Włodarczyk (TVP1)                |
| ProwokaTOR | ks. Adam Boniecki                              | Szymon Hołownia                                 | Tomasz Raczek                                      | Teresa Torańska („Newsweek”)                | Jacek Żakowski („Polityka”)              |
| InicjaTOR  | 300polityka                                    | Wojciech Bojanowski (TVN24)                     | Marcin Gutowski (Polskie Radio Program III)        | Jerzy Jurecki („Tygodnik Podhalański”)      | To był dzień na świecie (Polsat News)    |
| ReformaTOR | Energia kobiet („Wysokie Obcasy”)              | Stop nienawiści w sieci („Tygodnik Powszechny”) | Witamy w Polsce („Gazeta Wyborcza”)                | Monika Góralewska (Superwizjer TVN)         | Piotr Sarzyński („Polityka”)             |

## MediaTory 2013

### Laureaci
źródło dla sekcji (lista laureatów):
- AuTORytet: ks. Adam Boniecki
- NawigaTOR: Michał Krzymowski
- TORpeda: Tomasz Skory
- DetonaTOR: Mariusz Szczygieł
- AkumulaTOR: Filip Chajzer
- ObserwaTOR: Agata Grzybowska, Wojciech Karpieszuk
- ProwokaTOR: dziennikarze, którzy odeszli z „Uważam Rze”
- InicjaTOR: program Wszystko o Kulturze (TVP2)
- ReformaTOR: Piotr Waglowski

### Nominowani
źródła dla sekcji (lista nominowanych):
| NawigaTOR  | Bartosz Marczuk („Rzeczpospolita”)              | Robert Krasowski                               | Michał Krzymowski („Newsweek Polska”)                | Paweł Reszka („Tygodnik Powszechny”)                                    | Agnieszka Szydłowska (Polskie Radio Program III)                         |
| TORpeda    | Karolina Hytrek-Prosiecka (TVN CNBC)            | Piotr Milewski (Radio Zet)                     | Tomasz Skory (RMF FM)                                | Robert Zieliński („Dziennik Gazeta Prawna”)                             | Izabela Kacprzak, Grażyna Zawadka („Rzeczpospolita”)                     |
| DetonaTOR  | Bartosz Janiszewski („Wprost”)                  | Cezary Łazarewicz („Tygodnik Powszechny”)      | Mariusz Szczygieł („Duży Format”, „Gazeta Wyborcza”) | Bertold Kittel, Jarosław Jabrzyk, Michał Stankiewicz (Superwizjer, TVN) | Łukasz Frątczak, Tomasz Sekielski (TVP1)                                 |
| AkumulaTOR | Paweł Abramowicz (Fakty, TVN)                   | ASZdziennik                                    | Filip Chajzer (Dzień dobry TVN)                      | Marcin Meller („Newsweek Polska”)                                       | Idalia Tomczak, Konrad Olszewski (Radar, Eska ROCK)                      |
| ObserwaTOR | Krzysztof Miller                                | Paweł Smoleński                                | Marek Wałkuski                                       | Maciej Wasielewski                                                      | Agata Grzybowska, Wojciech Karpieszuk („Duży Format”, „Gazeta Wyborcza”) |
| ProwokaTOR | Endy Gęsina-Torres (Po prostu, TVP1)            | Robert Mazurek („Rzeczpospolita”)              | Andrzej Stankiewicz                                  | dziennikarze z „Uważam Rze”                                             | N/A                                                                      |
| InicjaTOR  | „doc! photo magazine”                           | Dorota Wodecka                                 | Jan Wróbel (Poranek, Tok FM)                         | WOK: Wszystko o Kulturze (TVP2)                                         | Izabela i Witold Szabłowscy                                              |
| ReformaTOR | akcja „Jak urządzić świat?” („Gazeta Wyborcza”) | Lech Mergler, Kacper Pobłocki, Maciej Wudarski | cykl tekstów Noc na ziemi („Dwutygodnik”)            | Piotr Waglowski (serwis vagla.pl)                                       | Bartosz Marczuk, Wojciech Wybranowski („Rzeczpospolita”)                 |

## MediaTory 2014

### Laureaci
źródło dla sekcji (lista laureatów):
- AuTORytet: Wojciech Jagielski
- NawigaTOR: Grzegorz Kuczyński
- TORpeda: Arleta Bojke
- DetonaTOR: Magdalena Rigamonti
- AkumulaTOR: Maciej Rock, Irek Jakubek
- ObserwaTOR: Paweł Smoleński
- ProwokaTOR: „Wprost” (Handel głową Rostowskiego i kolejne taśmy)
- InicjaTOR: Ewa Ewart
- ReformaTOR: Paweł Wilkowicz

### Nominowani
źródło dla sekcji (lista nominowanych):
| NawigaTOR  | Anna Gielewska („Wprost”)                                       | Grzegorz Kuczyński (TVN24)                           | Michał Nogaś (Polskie Radio Program III)           | Bartosz T. Wieliński („Gazeta Wyborcza”)        | Rafał Woś („Dziennik Gazeta Prawna”)                          |
| TORpeda    | Wojciech Bojanowski (TVN24)                                     | Arleta Bojke (Wiadomości, TVP! TVP Info)             | Wojciech Cegielski (Polskie Radio)                 | Paweł Majewski („Rzeczpospolita”)               | Paweł Pieniążek (Polskie Radio, „Tygodnik Powszechny”)        |
| DetonaTOR  | Bertold Kittel                                                  | Justyna Kopińska („Duży Format”, „Gazeta Wyborcza”)  | Magdalena Rigamonti („Wprost”)                     | Jakub Sobieniowski (Fakty, TVN)                 | Grzegorz Sroczyński („Magazyn Świąteczny”, „Gazeta Wyborcza”) |
| AkumulaTOR | Trzecia strona medalu (Polskie Radio Program III)               | Tomasz Jaroński, Krzysztof Wyrzykowski (Eurosport)   | Tomasz Swędrowski, Wojciech Drzyzga (Polsat Sport) | Leszek Talko („Duży Format”, „Gazeta Wyborcza”) | Maciej Rock, Irek Jakubek (RMF Maxxx)                         |
| ObserwaTOR | Magdalena Grzebałkowska                                         | Paweł Smoleński                                      | Filip Springer                                     | Jakub Szymczuk („Gość Niedzielny”)              | audycja Opowieści po zmroku (Polskie Radio Program II)        |
| ProwokaTOR | Małgorzata Niemczyńska („Duży Format”, „Gazeta Wyborcza”)       | Tomasz Siemieniec, Grzegorz Nawacki („Puls Biznesu”) | Adrian Stachowski („Dwutygodnik”)                  | Wojciech Tochman, Grzegorz Wełnicki             | „Wprost”                                                      |
| InicjaTOR  | Piotr Andrusieczko („Gazeta Wyborcza”, „Nowa Europa Wschodnia”) | Paweł Blajer (TVN24 BiS)                             | Ewa Ewart (TVN24)                                  | Michał Margański (Polskie Radio Program III)    | Maciej Samcik („Gazeta Wyborcza”)                             |
| ReformaTOR | Rafał Betlejewski (Radio Dla Ciebie)                            | Edyta Gietka („Polityka”)                            | Marcin Kącki                                       | Paweł Wilkowicz („Gazeta Wyborcza”, sport.pl)   | Instytut Reportażu                                            |

## MediaTory 2015

### Laureaci
źródło dla sekcji (lista laureatów):
- AuTORytet: Adam Michnik
- NawigaTOR: Grzegorz Sroczyński
- TORpeda: Rafał Stańczyk
- DetonaTOR: Tomasz Patora
- AkumulaTOR: Kamil Baleja, Katarzyna Wilk
- ObserwaTOR: Ewa Ornacka, Piotr Pytlakowski
- ProwokaTOR: Piotr Ibrahim Kalwas
- InicjaTOR: Dorota Wellman
- ReformaTOR: Martyna Wojciechowska, Marek Kłosowicz

### Nominowani
źródło dla sekcji (lista nominowanych):
| NawigaTOR  | Kalina Błażejowska („Tygodnik Powszechny”)              | Piotr Semka („Do Rzeczy”)                                                     | Grzegorz Sroczyński („Gazeta Wyborcza”)      | Wojciech Szacki („Polityka”)                       | Marcin Zaborski (Polskie Radio Program III)             |
| TORpeda    | Marcin Antosiewicz (Wiadomości, TVP)                    | Dominika Długosz (Polsat News 2! Wydarzenia, Polsat)                          | Rafał Stańczyk (TVP Info)                    | Przemysław Wenerski (TVN24)                        | Arleta Zalewska (TVN24! Fakty, TVN)                     |
| DetonaTOR  | Jacek Czarnecki (Radio Zet)                             | Justyna Kopińska („Duży Format”, „Gazeta Wyborcza”)                           | Tomasz Patora (Superwizjer, TVN)             | Piotr Rąpalski, Dawid Serafin („Gazeta Krakowska”) | Tomasz Skory (RMF FM)                                   |
| AkumulaTOR | Kamil Baleja, Katarzyna Wilk (RMF FM)                   | Sylwia Dekiert, Przemysław Babiarz (TVP Sport)                                | Rafał Jemielita, Patryk Mikiciuk (TVN Turbo) | Andrzej Milewski (andrzejrysuje.pl)                | Mateusz Tomaszuk, Jan Kruczkowski-Dziergowski (Czwórka) |
| ObserwaTOR | Ewa Ornacka, Piotr Pytlakowski                          | Dariusz Rosiak (Polskie Radio Program III)                                    | Filip Springer                               | Maciej Wesołowski                                  | Ewa Winnicka                                            |
| ProwokaTOR | Piotr Ibrahim Kalwas („Duży Format”, „Gazeta Wyborcza”) | Michał Rachoń (Telewizja Republika)                                           | Robert Rient                                 | Bogdan Rymanowski                                  | Błażej Strzelczyk („Tygodnik Powszechny”)               |
| InicjaTOR  | Rafał Betlejewski (TTV)                                 | Katarzyna Gryga (TVP Info)                                                    | Jacek Prusinowski (Radio Plus)               | Jakub Rużyłło (Polskie Radio Program III)          | Dorota Wellman („Wysokie Obcasy”, „Gazeta Wyborcza”)    |
| ReformaTOR | Ludmiła Anannikova („Duży Format”, „Gazeta Wyborcza”)   | Maciej Czarnecki, Mariusz Jałoszewski, Tomasz Kwaśniewski („Gazeta Wyborcza”) | Michał Fuja (Uwaga!, TVN)                    | Martyna Wojciechowska, Marek Kłosowicz             | N/A                                                     |

## MediaTory 2016
W 2016 roku odbyła się jubileuszowa 10. gala rozdania studenckich nagród dziennikarskich „MediaTory”.

### Laureaci
źródło dla sekcji (lista laureatów):
- AuTORytet: Mariusz Szczygieł
- NawigaTOR: Wacław Radziwinowicz, „Crème de la Kreml. 172 opowieści o Rosji”
- TORpeda: Roman Osica
- DetonaTOR: Bożena Aksamit, Piotr Głuchowski, „Zatoka świń”
- AkumulaTOR: Mateusz Borek
- ObserwaTOR: Cezary Łazarewicz, „Żeby nie było śladów. Sprawa Grzegorza Przemyka”
- ProwokaTOR: Paweł Reszka, „Chciwość. Jak nas oszukują wielkie firmy”
- InicjaTOR: Anita Werner, „Miss więzienia”
- ReformaTOR: Justyna Kopińska, „Bo to tylko kobiety były"

## MediaTory 2017

### Laureaci
źródła dla sekcji (lista laureatów)
- AuTORytet: Ewa Ewart
- NawigaTOR: Robert Mazurek, „Poranna Rozmowa”, RMF FM
- TORpeda: Grzegorz Kwolek, RMF FM
- DetonaTOR: Wojciech Bojanowski, „Śmierć w komisariacie”, Superwizjer TVN
- AkumulaTOR: Przemysław Babiarz, Włodzimierz Szaranowicz, TVP Sport
- ObserwaTOR: Maciej Czarnecki, „Dzieci Norwegii. O państwie (nad)opiekuńczym”
- ProwokaTOR: Tomasz Piątek, „Macierewicz i jego tajemnice”
- InicjaTOR: Krzysztof Stanowski, akcja #DobroWraca
- ReformaTOR: Ewa Żarska, „Mała prosiła, żeby jej nie zabijać”, Polsat News

## MediaTory 2018

### Laureaci
źródła dla sekcji (lista laureatów)
- AuTORytet: Małgorzata Szejnert
- NawigaTOR: Katarzyna Borowiecka, „ABC Popkultury - zestaw powiększony”, Polskie Radio Trójka
- TORpeda: Dawid Serafin, Onet
- DetonaTOR: Grzegorz Głuszak, „25 lat za niewinność. Sprawa Tomasza Komendy”, Superwizjer TVN, Uwaga! TVN
- AkumulaTOR: Movie Się
- ObserwaTOR: Ewa Winnicka, „Był sobie chłopczyk”
- ProwokaTOR: Adriana Rozwadowska, cykl tekstów o firmie Amazon, Gazeta Wyborcza
- InicjaTOR: Rafał Gębura, „7 metrów nad ziemią”
- ReformaTOR: Justyna Kopińska, „Pedofilia w Kościele. Ksiądz gwałcił 13-latkę. Nadal odprawia msze”, Gazeta Wyborcza

## MediaTory 2019

### Laureaci
źródła dla sekcji (lista laureatów)
- AuTORytet: Beata Michniewicz
- NawigaTOR: Paweł Pieniążek
- TORpeda: Jakub Kaługa, RMF FM
- DetonaTOR: Tomasz i Marek Sekielscy, „Tylko nie mów nikomu”,
- AkumulaTOR: Magdalena Miśka-Jackowska, „Zagraj to jeszcze raz”, RMF Classic
- ObserwaTOR: Magda Łucyan, „Obóz. Rozmowy Magdy Łucyan”, TVN 24
- ProwokaTOR: Marta Szarejko, „Seksuolożki. Sekrety gabinetów”
- InicjaTOR: Michał Figurski, NieZŁY Pacjent, Radio ZET
- ReformaTOR: Robert Socha, „To było niby samobójstwo. Tajemnica śmierci 19-letniego Jakuba”, Superwizjer TVN